# ۶۹۳ (قمری)
۶۹۳ (قمری)، ششصد و نود و سومین سال در گاهشماری هجری قمری است. اول محرم این سال برابر با یکم دسامبر سال ۱۲۹۳ میلادی است.